# 서울용산국제학교

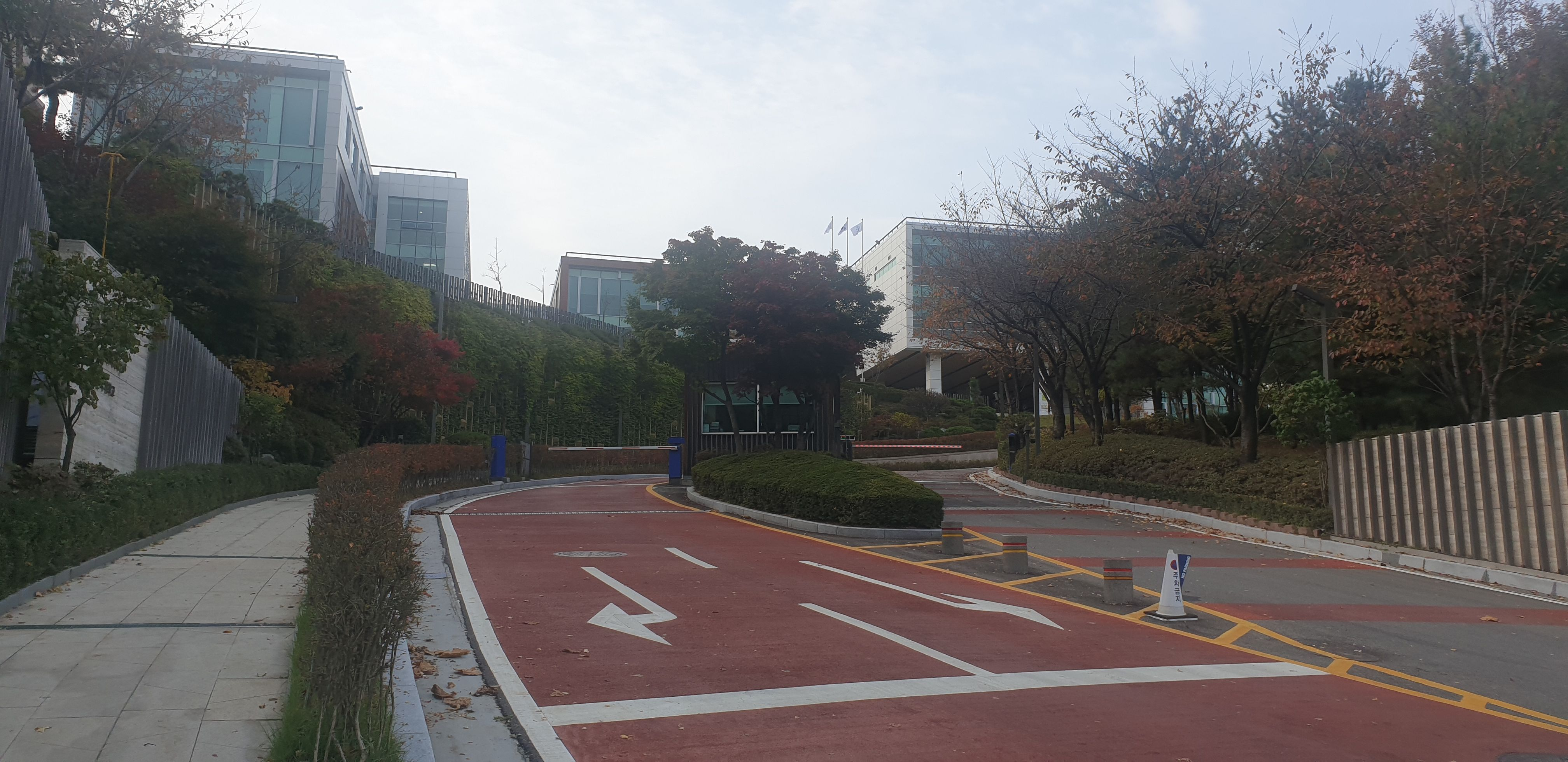
입구

용산국제학교(Yongsan International School of Seoul, YISS)는 만 5세 유치원부터 12학년까지 운영되는 대학 준비 사립 국제학교로, 한국외국인학교재단과 국제크리스천학교네트워크(NICS)의 공동 협약 아래 운영된다. 해당 협약은 2026년에 만료될 예정이다. 이 학교는 WASC 및 ACSI의 인증을 받았다. 학교는 미국식 및 표준 기반 교육 모델을 바탕으로 한 세속적 및 신앙 기반 교육 과정을 제공하며, 고등학교에서는 다양한 고급 과목(AP) 과정도 운영한다.

## 역사
서울에서 외국인 학교 수요 증가에 대응하기 위해, 대한상공회의소 산하 기관인 한국외국인학교재단(KFSF)은 용산국제학교(YISS)를 “아시아 최고의 외국인 학교”로 구상했다. 이에 따라 2000년대 초반, KFSF는 당시 대한민국 최고의 국제학교로 평가받던 서울외국인학교(SFS)와 협상을 시작하여 그들의 영국 과정을 새로운 시설로 이전하도록 제안했다. 이 계획은 영국 과정을 독립된 기관인 British International School of Seoul (BISS)로 전환하여 IGCSE 및 국제적으로 인정받는 International Baccalaureate (IB) 프로그램을 제공하는 것이었다.
2006년 5월까지, 서울외국인학교는 BISS 설립을 위해 장비 및 교사 채용에 이미 150만 달러를 투자했다. 학생들과 교직원이 2006년 8월 새로운 시설로 이전할 계획이 세워졌으며, 5월까지 협상이 계속 진행되었다. 하지만 SFBS는 해당 해 5월, 협상이 더 이상 진행되지 않을 것이라고 발표했다. 이 결정은 KFSF가 새 학교의 “운영 및 재정 예산”에 대해 지나치게 통제하려 했기 때문이라고 밝혀졌다. 이는 SFBS가 그들의 높은 품질의 국제 교육을 유지할 수 없을 것이라는 우려를 낳았다.
KFSF는 반면에 협상이 교착 상태에 빠진 이유로 BISS의 IB 프로그램 제공 계획이 “국제 기준을 충족하지 못했다”고 주장했으며, KFSF는 프로젝트를 “적절히 관리”하여 이 프로젝트를 지원한 한국 대중들에게 잘 운영되고 있음을 보장해야 한다고 설명했다.
KFSF와 SFBS 간의 협상이 11시간의 교착 끝에 실패했을 때, BISS 지지자들이 항의했다. 주한 유럽상공회의소는 선정 과정에서 철수했으며, 유럽, 아시아, 중동에서 온 23명의 대사가 한국 정부에 항의 서한을 보냈다.
KFSF는 새로운 운영자를 찾기 위해 새로운 공공 과정을 시작했으며, 다섯 개의 학교가 참여했다. SFBS는 인도헤드외국인학교, 조기교육학습센터, Korea Foreign School, 그리고 국제기독교학교(ICS 서울)와 함께 다시 협상에 참여했다. 2006년 7월, 당시 한국외국인학교재단 이사장이었던 손경식은 국제기독교학교/NICS가 학교 운영자로 선정되었다고 발표했다. 이 발표 이후, 서울의 외국인 커뮤니티는 정부 지원 학교의 운영자로 신앙 기반 조직이 선정된 것에 대해 상당한 불만을 표출했다. 그들은 이 결정이 다수의 비기독교 외국인 가족을 소외시키며, 이미 서울의 국제학교에서 널리 퍼져 있는 유대-기독교적 성향을 고려할 때 불필요하다고 주장했다. 당시 약 10개의 유럽 및 아시아 국가의 상공회의소가 이 학교에 관심을 가지고 있으며, 한국 정부의 고위 관료들에게 항의 서한을 보낼 계획이라고 보고되었다.
2006년에 시설 공사가 완료되었으며, 2006년 6월 23일 준공식이 열렸다. 이 행사에는 서울시장 이명박, 서울시장 당선자 오세훈, 산업자원부 장관 정세균, 그리고 한국무역협회 회장 이희범 등 여러 고위 한국 인사들이 참석했다.
SFBS와 KFSF 간의 협상이 실패한 지 3개월 만에, ICS-Seoul은 한남동의 새로운 캠퍼스로 이전하였고, 학교 이름은 용산국제학교(YISS)로 변경되었다. 이 학교는 2006년 8월 16일에 공식적으로 새로운 시설에서 운영을 시작했다. YISS는 새 캠퍼스 운영을 시작한 이후, 학생 수가 약 500명에서 2024년 기준으로 975명으로 증가했다.

## 학교

### 위치
YISS는 이태원, 용산구에 위치해 있다. 학교는 2005년 서울특별시 정부로부터 50년 동안 500억 원(미화 5천만 달러) 가치로 임대한 23,100평방미터의 부지에 건설되었다. 산업통상자원부는 건축 비용으로 130억 원(미화 1천3백만 달러)을 지원했고, 대한상공회의소 (KCCI)는 추가 비용 200억 원(미화 2천만 달러)을 지원했다.

### 학업 성과
YISS는 영적 및 인격적 성장을 강조하는 대학 준비 프로그램을 제공한다. 학교는 학생들의 성장을 지원하기 위해 NICS와 Oasis 두 가지 프로그램을 운영한다. NICS 프로그램은 학생들이 복음에 대한 이해를 깊게 하고, 예배의 삶을 살며, 자신의 신앙을 다른 사람들과 나누도록 격려한다. 이 프로그램의 일환으로, 학생들은 음악을 통한 예배와 성경 기반 메시지를 담임목사나 초청 연사가 전달하는 주간 예배에 참석한다. Oasis 프로그램은 인격 개발과 타인을 위한 봉사를 강조한다. Oasis 프로그램에 참여하는 학생들은 인격적 특성을 개발하기 위한 활동과 강연이 포함된 주간 Oasis “Ossemblies”에 참석한다.
학교의 ACSI 인증 요구 사항을 충족하기 위해, 모든 학년의 학생들은 학기마다 최소 한 학기 동안 직접적인 성경 교육 과목을 수강해야 한다.
YISS의 고등학교 프로그램은 Advanced Placement (AP) 과정을 강력하게 강조하며 마무리된다. 2024년, 학교는 AP 과정을 수강한 학생 중 88%가 시험에서 3, 4, 또는 5점을 기록했다고 보고했으며, 이는 전 세계 평균인 59%와 비교된다. YISS 학생들의 AP 시험 평균 점수는 3.9로, 전 세계 평균인 2.8보다 훨씬 높았다. 또한, YISS 학생들의 평균 SAT 점수는 1407로, 전 세계 평균인 1051을 크게 상회했다.

### 대학 진학
졸업생들은 하버드 대학교, 노스웨스턴 대학교, 다트머스 대학교, 브라운 대학교, 듀크 대학교, 프린스턴 대학교, 펜실베이니아 대학교, 예일 대학교, 코넬 대학교, 컬럼비아 대학교, 시카고 대학교, 스탠포드 대학교, UCLA, UC 버클리, 카네기 멜론 대학교, 페퍼다인 대학교, 토론토 대학교 (캐나다), 요크 대학교 (영국), 퀸즐랜드 대학교 (호주), 괴테 대학교 (독일), S P Jain 글로벌 경영대학 (싱가포르), 서울대학교, 고려대학교, 연세대학교 등 여러 명문 대학에 진학했다.

### 시설[14]
2017년 여름, 한국외국인학교재단(KFSF)은 YISS의 입구를 대대적으로 개조하는 프로젝트를 시작하고 자금을 지원했다. 새롭게 추가된 시설에는 새 정문, 퍼걸러, 보도, 보행자 계단, 계단형 좌석, 조경, 대형 금속 모자이크 외관 등이 포함되었다. 2021년 여름에는 유치원 교실이 놀이 중심 학습을 지원하기 위해 대대적으로 개조되었으며, 새로운 유치원 놀이터가 설치되었다.

## 교과 외 활동

### 스포츠
YISS는 Korean American Interscholastic Activities Conference (KAIAC)의 Blue Division 소속으로 국제학교 및 미국 국방부 학교(DoDDS)와 경쟁한다. 국제 대회에서는 Asia Christian Schools Conference (ACSC)의 일원으로, 괌, 홍콩, 말레이시아, 필리핀, 대만, 태국의 학교들과 경기를 펼친다.
고등학교 가을 스포츠 (8월–10월):
- 크로스컨트리 (남자 대학교, 여자 대학교)
- 테니스 (남자 대학교, 여자 대학교)
- 배구 (남자 대학교, 여자 대학교)
- ACSC 수영 대회
- ACSC 남자 축구 대회

고등학교 겨울 스포츠 (11월–2월):
- 농구 (남자 대학교, 여자 대학교)
- 치어리딩 (여자 대학교)
- 수영 (남자 대학교, 여자 대학교)

고등학교 봄 스포츠 (2월–5월):
- 축구 (남자 대학교, 여자 대학교)
- 트랙 및 필드 (남자 대학교, 여자 대학교)
- ACSC 여자 축구 대회

중학교 1분기 스포츠 (8월–10월):
- 크로스컨트리
- 축구

중학교 2분기 스포츠 (10월–12월):
- 수영
- 농구

중학교 3분기 스포츠 (1월–3월):
- AQT
- 탁구

중학교 4분기 스포츠 (3월–5월):
- 테니스
- 배구

### YISS GOES & Immersion
Guardians Outreach Education & Service (GOES) 프로그램 (구 Guardians with a Message (GWAM))은 고등학생들에게 봄방학 동안 한국 및 아시아 전역에서 봉사와 학습 기회를 제공한다. 고등학생 중 약 절반이 참여한다.
Immersion 프로그램은 중학생들을 위해 만들어졌으며, 이 프로그램의 세 가지 기본 요소는 영적 성장과 개발, 지역 사회 봉사, 그리고 문화적 몰입이다.
GOES와 Immersion 여행은 마닐라, 바기오, 방콕, 홍콩, 상하이, 옌지, 군산, 거제, 제주, 태백 등의 장소로 학생들을 보낸다.

### 기타
학생들은 BEIMUN 및 SEOMUN과 같은 모의 유엔 행사에 참여한다. 또한 체스 토너먼트에도 참가한다.

## 논란
2006년, 용산국제학교(YISS)의 운영자로 국제기독교학교(ICS)가 선정된 것은 큰 논란을 불러일으켰다. 이 결정은 네덜란드와 노르웨이 같은 유럽 국가들뿐만 아니라 인도, 캐나다, 남아프리카공화국을 포함한 23개국의 항의를 촉발시켰으며, 과정의 투명성과 편향성에 대한 우려를 제기했다. 대사관과 상공회의소를 포함한 비판자들은 한국상공회의소(KCCI)와 한국외국인학교재단(KFSF)이 특정 종교 단체를 선호하는 급작스럽고 비밀스러운 재입찰 과정을 통해 학교 설립을 추진했다고 비난했다. 이사회 회의록 은폐와 KCCI의 배타적인 의사 결정과 같은 관리 부실 의혹은 국제 사회의 신뢰를 저하시켰으며, 한국의 투자 환경을 악화시켰다. 이 논란으로 인해 일부 외국 투자자들은 한국에서의 업무를 거부하며 불만을 표했다.
2008년, 학교는 한국 행정직원의 자녀 8~10명을 자격 요건을 충족하지 못했음에도 등록시켰음을 인정했다. 또한 이 가족들에게 연간 약 2만 달러였던 학비를 면제해 주었다. 학교 측은 이후 이 학생들을 퇴학 조치했다고 밝혔지만, 서울시교육청은 이와 관련된 위반 혐의를 조사하기 시작했다. 비판자들은 이러한 불규칙성이 한국 국제학교의 감독 부족 문제를 더욱 부각시켰으며, 외국 투자자의 자녀들을 지원하기 위해 제공된 정부 자금의 오용에 대한 우려를 제기했다.
2023년 5월, 300명의 학부모들이 NICS와 KFSF에 몇 주 전에 임명된 교장을 해임해달라는 청원서에 서명했으나, NICS와 KFSF는 이를 실행하지 않았다. 교사와 학부모 커뮤니티의 구성원들은 재단 이사회의 재구성을 요구하며 NICS와의 계약 종료를 요청했다.
2024년에는 7명의 전현직 직원이 한국 국가인권위원회에 이 학교의 채용 관행이 한국인, 한국계 인사, 또는 한국인 배우자에 대해 차별적이라고 주장하는 진정을 제출했다.

## 연혁
- 2006년 8월 16일 : 개교